# Liste der Naturdenkmäler in Marling
Die Liste der Naturdenkmäler in Marling (italienisch Marlengo) enthält die acht als Naturdenkmal ausgewiesenen Objekte auf dem Gebiet der Gemeinde Marling in Südtirol.
Basis ist das im Internet einsehbare offizielle Verzeichnis der Naturdenkmäler in Südtirol (Stand: 23. Januar 2015). Dabei kann es sich um botanische, geologische oder hydrologische Naturdenkmäler handeln. Die Reihenfolge in dieser Liste orientiert sich an der ID, alternativ ist sie auch nach dem Namen sortierbar.

## Liste
| Foto |                 | Name                                                                    | Standort                    | Beschreibung                          |
| ---- | --------------- | ----------------------------------------------------------------------- | --------------------------- | ------------------------------------- |
| BW   | Datei hochladen | Ein Nussbaum im Zentrum, Krumer-Hof ID: 048_G01                         | 46° 39′ 15″ N, 11° 8′ 27″ O | Botanisches Naturdenkmal: Walnussbaum |
| ja   | Datei hochladen | Ein Nussbaum am Platzmair-Hof ID: 048_G02                               | 46° 39′ 14″ N, 11° 8′ 24″ O | Botanisches Naturdenkmal: Walnussbaum |
| BW   | Datei hochladen | Ein Nussbaum am Krautsamer-Hof ID: 048_G03                              | 46° 39′ 3″ N, 11° 8′ 33″ O  | Botanisches Naturdenkmal: Walnussbaum |
| ja   | Datei hochladen | Eine Gruppe von Zypressen am Ansitz Schickenburg ID: 048_G05            | 46° 38′ 46″ N, 11° 8′ 25″ O | Botanisches Naturdenkmal: Zypresse    |
| BW   | Datei hochladen | Eine Fichte südlich vom Gastbetrieb Seehof am Vigiljoch ID: 048_G06     | 46° 38′ 29″ N, 11° 5′ 45″ O | Botanisches Naturdenkmal: Fichte      |
| BW   | Datei hochladen | Eine Fichte südlich vom Gastbetrieb Seehof am Vigiljoch ID: 048_G07     | 46° 38′ 30″ N, 11° 5′ 49″ O | Botanisches Naturdenkmal: Fichte      |
| BW   | Datei hochladen | Eine Fichte am Ostrand des Naturwaldes Hohe Tann / Popp-Hof ID: 019_G08 | 46° 38′ 35″ N, 11° 6′ 12″ O | Botanisches Naturdenkmal: Fichte      |
| BW   | Datei hochladen | Eine Weinrebe am Ruibacher-Hof ID: 019_G09                              | 46° 39′ 8″ N, 11° 8′ 23″ O  | Botanisches Naturdenkmal: Weinrebe    |

| Foto: | Fotografie des Naturdenkmals. Klicken des Fotos erzeugt eine vergrößerte Ansicht. Daneben finden sich zwei Symbole: |
| ID    | Identifikator bei der Abteilung Natur, Landschaft und Raumentwicklung der Südtiroler Landesverwaltung               |